# Kap Verdes flagga
Kap Verdes flagga är blå med tre vågräta ränder i färgerna vitt, rött och vitt i den nedre delen, samt en cirkel med tio gula femuddiga stjärnor. Flaggan antogs av Kap Verde den 22 september 1992 och har proportionerna 10:17.

## Symbolik
Cirkeln med de tio stjärnorna representerar de tio öar som ingår i ögruppen, och står dessutom för nationens enande. Den blå fältet står för Atlanten och det röd-vita bandet representerar vägen till uppbyggandet av landet. I bandet står färgen rött för folkets ansträngningar, och vitt för den fred nationen eftersträvar.

## Färger
| Färg | Pantone | HTML-färger | RGB           | CMYK                | HSV                     |
| ---- | ------- | ----------- | ------------- | ------------------- | ----------------------- |
| Blå  | 287C    | #003893     | 0, 56, 147    | 100%, 89%, 8%, 2%   | 218.69°, 100%, 55.47%   |
| Vit  | -       | #ffffff     | 255, 255, 255 | 0%, 0%, 0%, 0%      | 0, 0, 100%              |
| Röd  | 186C    | #cf2027     | 207, 32, 39   | 12%, 100%, 100%, 3% | 347.31°, 98.49%, 80.31% |
| Gul  | 116C    | #f7d116     | 247, 209, 22  | 4%, 15%, 98%, 0%    | 47.74°, 100%, 100%      |

## Historik
Från självständigheten 1975 fram till 1992 använde man en flagga som var mycket lik den som förs av Guinea-Bissau. Båda dessa flaggor byggde på den flagga som användes av Guinea-Bissaus statsbärande parti PAIGC (Partido Africano da Independência da Guiné e Cabo Verde). Partiet hade som målsättning att förena de båda länderna, men en militärkupp i Guinea-Bissau 1980 då João Bernardo Vieira tog makten markerade slutpunkten för enhetssträvandena.

### Tidigare flaggor

Kap Verdes flagga 1975–1992